# Malá Buková
Malá Buková är ett berg i Tjeckien.   Det ligger i regionen Liberec, i den norra delen av landet, 60 km norr om huvudstaden Prag. Toppen på Malá Buková är 431 meter över havet, eller 56 meter över den omgivande terrängen. Bredden vid basen är 0,31 km.
Terrängen runt Malá Buková är huvudsakligen platt, men norrut är den kuperad.Runt Malá Buková är det ganska glesbefolkat, med 28 invånare per kvadratkilometer. Närmaste större samhälle är Česká Lípa, 17,8 km nordväst om Malá Buková. I omgivningarna runt Malá Buková växer i huvudsak barrskog.